# María Cecilia Villanueva

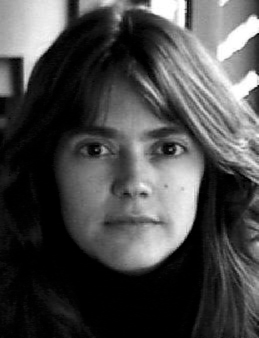
María Cecilia Villanueva

María Cecilia Villanueva (* 4. September 1964 in La Plata) ist eine argentinische Komponistin und Pianistin.

## Leben
Villanueva nahm in ihrer Heimatstadt bei Leticia Corral und von 1977 bis 1985 in Buenos Aires bei Elisabeth Westerkamp Klavierunterricht und gab in Argentinien zahlreiche Konzerte als Klaviersolistin. Von 1983 bis 1989 studierte sie an der Universidad Nacional de La Plata Komposition bei Mariano Etkin. 1989 und 1990 nahm sie am Sommerworkshop Camping Musical de Bariloche unter Leitung von Gerardo Gandini teil, 1993 an dem vom Goethe-Institut von Montevideo veranstalteten Kompositionsworkshop von Nicolaus A. Huber. Es folgten Aufenthalte in der Akademie Schloss Solitude in Stuttgart (1994–95), auf dem Künstlerhof Schreyahn (1996) und im Künstlerdorf Schöppingen (2003). Seit 1994 unterrichtet sie Komposition an der Universidad Nacional de La Plata, 1998 und 1999 gab sie Kompositionsseminare an der Universidad de la República in Montevideo.
Villanuevas Kompositionen wurden bei zahlreichen Festivals und Konzertreihen für Neue Musik in Europa und Südamerika aufgeführt. Kompositionsaufträge erhielt sie u. a. für die Donaueschinger Musiktage (1996) und die Musik Biennale Berlin (1997), vom Freiburger Schlagzeug Ensemble und der Hannoverschen Gesellschaft für Neue Musik (2001) sowie das Rümlingen Festival 1997 und 1999 in der Schweiz.

## Werke
- Erosiones für Orchester (1987/88)
- Birlibirloque für Instrumentalensemble (1988)
- Escenario für Orchester (1989)
- Música descalza für Flöte, Oboe, Klarinette, Perkussion, Klavier, Violine, Viola und Cello (1989)
- Tulipanes negros für Bassklarinette und Kontrabass (1990)
- A cada brisa für Stimme, Altflöte, Bassklarinette und zwei Vibraphone (1990)
- En el gris für zwei Perkussionisten (1992)
- Travesía für Klarinette, Cello und Klavier (1994)
- Espera, Bühnenstück für Mezzosopran, Cello, vier Perkussionisten und Tonband (1995)
- Lazos für Streicherensemble (1996)
- Partida für Instrumentalensemble (1996)
- En línea für Instrumentalensemble (1999)
- Intonso (11 páginas) für Alt- und Bassflöte, Klarinette und Kontrabass (2001)
- Tango errante für Klavier (2002)
- Retrato del pasado für Streichquartett (2002)
- Lebende Steine für drei Celli (2003/2004)
- Cuatro esquinas für Klavier zu vier Händen (2006)
- Gaudeamus, für Flöte, Klarinette, Fagott und Perkussion (2006).
- FA, für Geige und violoncello (2011).
- Stanze, für Violoncello (2013).
- Eslabones, für 3 Kontrabässe und 2 Schlagzeuger (2014).
- FA, für Bratsche und Cello (2017).
- La silente góndola, für Ensemble (2018).
- Gaudeamus II, für drei Instrumente mit offenen Instrumenten (2019).
- Cielo negro, für Flöte und Altflöte (2019).